# Tamara Garkuszyna
Tamara Pawłowna Garkuszyna (ros. Тамара Павловна Гаркушина, ur. 1 lutego 1946 w obwodzie lipieckim) – radziecka kolarka torowa i szosowa, siedmiokrotna medalistka torowych mistrzostw świata.

## Kariera
Pierwszy sukces w karierze Tamara Garkuszyna osiągnęła w 1967 roku, kiedy na torowych mistrzostwach świata w Amsterdamie zdobyła złoty medal w indywidualnym wyścigu na dochodzenie. Sukces ten radziecka zawodniczka powtórzyła pięciokrotnie na: MŚ w Leicester (1970), MŚ w Varese (1971), MŚ w Marsylii (1972), MŚ w San Sebastián (1973) oraz MŚ w Montreal (1974). Ponadto na rozgrywanych w 1969 roku mistrzostwach świata w Brnie Garkuszyna zdobyła srebrny medal. ulegając jedynie swej rodaczce - Raisie Obodowskiej. Ponadto wielokrotnie zdobywała medale torowych mistrzostw ZSRR: w latach 1966-1969, 1972, 1973, 1975 i 1976 w indywidualnym wyścigu na dochodzenie, a w latach 1966-1968, 1970 i 1973 w drużynowym wyścigu na dochodzenie. W 1974 roku zdobyła również złoty medal mistrzostw kraju w szosowym wyścigu ze startu wspólnego. Nigdy nie wystartowała na igrzyskach olimpijskich.